# Mathilde Henrot
 (février 2025).
Motif : #traduction. Absence de source secondaire centrée.
- Archive Wikiwix
- Bing
- Cairn
- DuckDuckGo
- E. Universalis
- Gallica
- Google
- G. Books
- G. News
- G. Scholar
- Persée
- Qwant
- (zh) Baidu
- (ru) Yandex
- (wd) trouver des œuvres sur Wikidata

| 1. | Préciser le motif de la pose du bandeau. | Précisez le motif de la pose du bandeau en utilisant la syntaxe suivante : {{admissibilité à vérifier\|date=juillet 2025\|motif=remplacez ce texte par le motif}}                    |
| 2. | Informer les utilisateurs concernés.     | Pensez à avertir le créateur de l'article, par exemple, en insérant le code ci-dessous sur sa page de discussion : {{subst:avertissement admissibilité à vérifier\|Mathilde Henrot}} |

Mathilde Henrot, née en 1975, est une programmatrice et productrice française.

## Biographie

### Formation et débuts
Mathilde Henrot étudie le commerce à HEC, le chinois à l'INALCO et la philosophie et le droit d’auteur littéraire et artistique aux universités Paris-Nanterre et Panthéon Assas à Paris. Au début de sa carrière, elle travaille pendant huit ans comme directrice des ventes pour les cinémas MK2.

### Carrière
En 2010, elle fonde avec Alessandro Raja le festival Scope Pro, une plateforme en ligne pour les professionnels du monde du cinéma. En 2016, elle développe également le festival ArteKino en coopération avec Arte, festival qui promeut les films de jeunes réalisateurs et réalisatrices européens. Membre du comité de sélection du Festival de Locarno de 2018 à 2024, elle occupe également le poste de programmatrice pour le Festival International de Sarajevo depuis 2012,.
Mathilde Henrot est également la fondatrice de Maharaja Films, une société de production qui a notamment produit des films de Camille Henrot et Rabah Ameur-Zaïmeche. Elle produit également les films Une nuit dans Paris d'Anissa Bonnefont et Le songe de Poliphile de Camille Henrot,.
De 2021 à 2024, elle travaille comme programmatrice au Festival du film de Locarno,. En août 2024, elle est nommée membre du comité de sélection de la Berlinale 2025, aux côtés de Jacqueline Lyanga, Michael Stütz et Tricia Tuttle . Leur mission est de sélectionner les films en compétition pour les catégories « Wettbewerb », « Berlinale Special » et « Perspectives »,.